# Comté d'Etowah
Pour les articles homonymes, voir Etowah.
Le comté d'Etowah est un comté des États-Unis, situé dans l'État de l'Alabama.

## Démographie
| 1870   | 1880   | 1890   | 1900   | 1910   | 1920   |
| ------ | ------ | ------ | ------ | ------ | ------ |
| 10 109 | 15 398 | 21 926 | 27 361 | 39 109 | 47 275 |

| 1930   | 1940   | 1950   | 1960   | 1970   | 1980    |
| ------ | ------ | ------ | ------ | ------ | ------- |
| 63 399 | 72 580 | 93 892 | 96 980 | 94 144 | 103 057 |

| 1990   | 2000    | 2010    | - | - | - |
| ------ | ------- | ------- | - | - | - |
| 99 840 | 103 459 | 104 430 | - | - | - |